# Drew Van Acker
Drew Van Acker (* 2. April 1986 in Philadelphia, Pennsylvania) ist ein US-amerikanischer Schauspieler.

## Leben
Drew Van Acker wurde im April 1986 in Philadelphia geboren. Bis zu seinem zehnten Lebensjahr lebte er in Medford, New Jersey. Während seiner Schulzeit war er in der Theatergruppe seiner Schule und kam so zur Schauspielerei. Des Weiteren spielte er Fußball und war im Lacrosse-Team. Dies brachte ihm ein Fußball-Stipendium an der Towson University in Maryland. Noch während seines Studiums nahm er Schauspielunterricht und beschloss deshalb nach New York City zu ziehen, um sich als Schauspieler zu verwirklichen.
Seine erste Fernsehrolle hatte er 2009 in der Krimiserie Castle. Danach folgte ein Gastauftritt in Greek und eine Nebenrolle in der Webserie The Lake. Im Jahr 2010 erhielt er die Hauptrolle des Ian Archer in der Cartoon-Network-Fernsehserie Tower Prep. Außerdem spielte er in dem Independent-Film Fortress mit. Im Juni 2011 übernahm er die wiederkehrende Nebenrolle des Jason DiLaurentis in der ABC-Family-Mysteryserie Pretty Little Liars, die in der ersten Staffel von Parker Bagley gespielt worden war.
Von 2013 bis 2015 verkörperte der den Remi Delatour in der Serie Devious Maids – Schmutzige Geheimnisse, die vom Desperate-Housewives-Schöpfer Marc Cherry produziert wird.

## Filmografie
- 2009: Castle (Fernsehserie, Episode 1x03)
- 2009: Greek (Fernsehserie, Episode 3x04)
- 2009: The Lake (Fernsehserie, 12 Episoden)
- 2010: Tower Prep (Fernsehserie, 13 Episoden)
- 2010: Fortress
- 2011–2016: Pretty Little Liars (Fernsehserie, 35 Episoden)
- 2013–2015: Devious Maids – Schmutzige Geheimnisse (Devious Maids, Fernsehserie, 24 Episoden)
- 2014: Camouflage
- 2017: Training Day (Fernsehserie, 13 Episoden)
- 2019: Titans (Fernsehserie, 3 Episoden)
- 2019: Perfect Human (Life Like)
- 2020: Spy Intervention
- 2021: Last Survivors